# قنينة

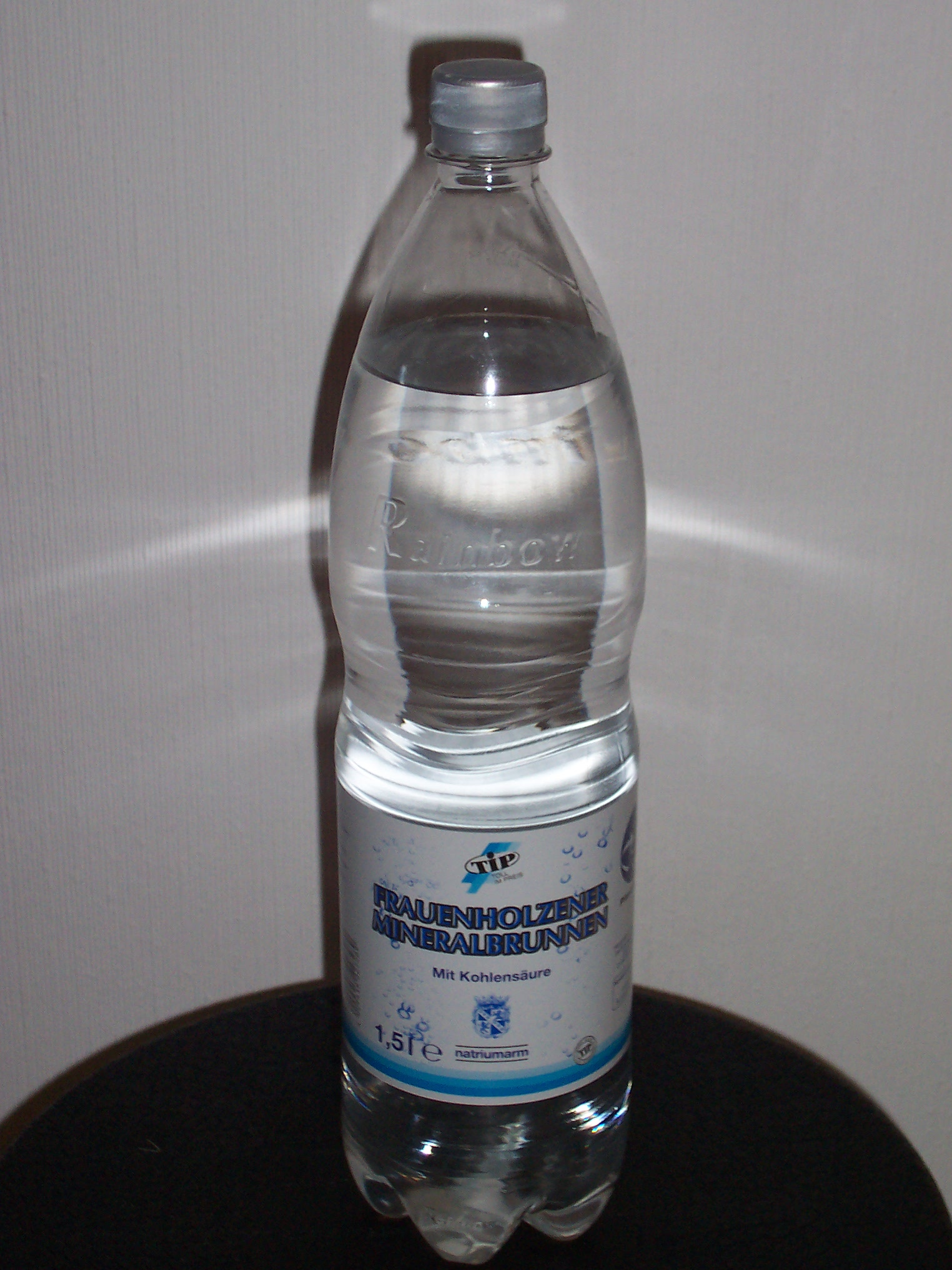
قنينة ماء

القِنِّينَة أو العبوة أو الزجاجة أو القارورة هي وعاء أسطواني زجاجي أو بلاستيكي تستخدم لحفظ السوائل.
تصنع القناني بحجوم محسوبة ومحددة مسبقا. بعض القناني تصنع بأشكال جميلة حيث تشكل في ذاتها تحفة فنية وخصوصا إن صنعت من البلور الفاخر المنقوش أو المحفور.
تصنع بعض القناني بزجاج أبيض شفاف أو ملون غامق لغرض استخدامها في حفظ سوائل تتأثر بتعرضها لأشعة أو نور الشمس.